# Public Image Ltd
Public Image Ltd (стилізовано, як PiL) — англійський постпанк гурт заснований Джоном Лайдоном, вокалістом панк-групи Sex Pistols. Вважається, що саме PiL були ансамблем, що дав початок постпанку.

## Історія

### Створення гурту
Гурт було створено Джоном Лайдоном після його виходу зі складу Sex Pistols під час американського турне взимку 1978 році. Викрикнувши до публіки свою знамениту фразу «Ever get feeling that you've been cheated?» (Чи Вам не здається що Вас обдурили?)після виконання «No Fun» (кавера The Stooges) на біс під час одного з концертів, після чого він пішов зі сцени, ознаменувавши цим те, що він залишає гурт назавжди. Лайдона на той час гнітили рамки стилю Sex Pistols і він мав намір виконувати зовсім іншу музику. По його твердженню, він хотів, щоб «Sex Pistols були кінцем рок-н-ролу, яким, на його
думку, Sex Pistols і стали, однак, публіка його гасло не сприйняла, тому що більшою мірою була стадом маразматичних тварин».
Розлучившись з Sex Pistols, Роттен якийсь час провів на Ямайці.
Роттен неодноразово висловлювався у своїй любові до ямайської музики реґі і дабу (музичний жанр), що породило чутки про те, що він збирається випустити сингл в стилі регі. Насправді, на Ямайці Роттен був близький до того, щоб стати вокалістом групи Devo, двоє музикантів якої (Марк Мазерсбау і Боб Касале) знаходилися в тому ж готелі, що й він. Ініціатором такого ходу був гендиректор Virgin Records Річард Бренсон, який запропонував їм взяти Роттена як вокаліста, користуючись їх нетверезим станом від марихуани, яку він же їм і запропонував викурити. Оцінивши всю ситуацію, музиканти відхилили пропозицію. Сам Роттен використовував час на Ямайці, знайомлячись з місцевими музикантами і допомагаючи їм підписати контракт з Virgin.
Повернувшись до Лондона, Лайдон дав своє перше інтерв'ю після розриву з Sex Pistols британському телебаченню, погодившись відповісти на питання своєї давньої знайомої телеведучої Джанет Стріт-Портер. В інтерв'ю він заявив, що почати записувати нову музику йому заважає Малькольм Макларен, з яким він у той час розбирався в суді по цілому ряду питань, в тому числі щодо права використовувати свій творчий псевдонім — Джонні Роттен. Тим не менш, Роттен приступив до створення нової групи. першим кандидатом був його давній друг — Джон Вордл, перейменував себе в «Джа Воббла» через свою любов до реґі і Дабу. Воббл взяв на себе обов'язки бас-гітариста, хоча на інструменті грати ще толком не вмів. Лідер-гітаристом став ще один знайомий — Кейт Левін, з яким Лайдон познайомився, коли Левін грав в The Clash. Усіх трьох об'єднувала пристрасна любов до дабу — відгалуженню регі — сфокусованому на ремікси, що висувають на передній план партії баса, ударних і різні звукові ефекти. Барабанщик — простий канадський студент — був знайдений за оголошенням. Назва ансамблю було взято з роману Мюріел Спарк «The Public Image» ( Публічний образ ). Приставка «Limited» (тобто  товариство з обмеженою відповідальністю ) в свою чергу вказувала на бажання музикантів бути не просто групою, а компанією, що займається виробництвом музики, кінофільмів і відеоарту. Свою ідеологію музиканти найбільш яскраво представили в інтерв'ю Тому Снайдеру в 1980 році, надовго запам'яталося як самому Снайдеру, так і глядачам. Варто зауважити, що група була дійсно зареєстрована як справжня компанія для уникнення подальших проблем з індустрією, пам'ятаючи про гіркий досвід Роттена з Маклареном.

### Творчість
Після розпаду Sex Pistols їх лейбл — Virgin Records — сконцентрував свою увагу на Лайдоні, з яким у той час зв'язувалися великі перспективи. Virgin, не чекаючи, відразу виділили гроші на запис дебютного альбому, які група швидко розтратила на свій розсуд (переважно, на наркотики і алкоголь), від чого в підсумку змушена була записуватися в найкоротші терміни. Це відбилося на матеріалі їх першого альбому: пісні були записані в поспішності, без будь-якої підготовки. За словами Левіна, записи проходили спонтанно: «без дублів, без ефектів. Іноді навіть не маючи поняття, що я буду грати, готуючись складати на ходу».
Дебютна платівка групи — сингл «Public Image» — вийшла в жовтні 1978 року і зайняла 9-е місце в британському хіт-параді, розвіявши сумніви лейбла, настороженого заявами Лайдона про «антимузику». Проте слідом за синглом вийшов альбом, який спростував враження від синглу, викликавши змішану реакцію. Композиції альбому, за винятком заголовної, було важко назвати піснями: це були немелодійні, повні шумів і хаотичних або одноманітних акордів багатохвилинні доріжки з пронизливими вигуками-заклинаннями Лайдона (за контрактом альбом мав тривати принаймні тридцять хвилин, але у групи було всього 6 пісень, які в підсумку були розтягнуті). Дві композиції альбому були власне декламацією вірша «Religion» (з музикою і без). При зведенні, основне місце в звуці було виділено бас-гитарі Воббла, який спирався на техніку дабу. Остання композиція пластинки — «Fodderstompf» — абсолютно відрізнялася від музики решти альбому. Побудована навколо щільної партії басу і надзвичайно високого рівня перкусії, монотонна 7-хвилинна структура пожвавлювалося знущальними і дратівливими криками, голосіннями і бурмотінням Лайдона і Воббла, який на 2-й хвилині ділиться одкровенням: «Ми зараз ось намагаємося закінчити альбом з мінімумом зусиль, що нам чудово вдається». Виведений на перший план одноманітний ритм ідеально підходив для танцю, невипадково, «Fodderstompf» полюбилася пізнім відвідувачам нью-йоркського диско-клубу «Studio 54». Парадоксально, що саме в цей час Лайдон оголосив, що єдина сучасна музика, яка його цікавить це диско, а PiL це взагалі танцювальна група, — швидше за все, на зло панкам і рок-критикам, для яких диско було предметом ненависті й осміювання.
Концертний дебют відбувся на різдво 1978 року в театрі «Рейнбоу» і викликав холодну реакцію публіки, що прийшла послухати  Джонні Роттена , на що Лайдон відрізав «Якщо це те, що ви хочете почути, то відваліть. Це — історія.»
Другий альбом пішов по стопах першого і був більш радикальний у структурі композицій. Американський лейбл порахував за неприйнятне настільки гучний звук бас-гітари і запропонував групі перезаписати альбом, що ансамбль і зробив. Однак до друку були відправлені оригінальні плівки: так в 1979 році вийшов альбом «Metal Box», виданий у форматі трьох 12-дюймових синглів, кожний в окремому металевому футлярі. В Америці альбом вийшов у форматі однієї звичайної вінілової платівки під назвою «Second Edition». Саме в цей час PiL знаходилися в піку своєї активності і популярності.

### Поступове згасання та розпад
У наступні роки ансамбль неодноразово змінював склад учасників, з яких беззмінним був тільки сам Лайдон. Група багато гастролювала, в 1988 році відбувся концерт в СРСР (в Талліні). Випустивши студійний альбом і слідом за ним збірник найкращих пісень в 1992 році, Public Image Ltd припинили своє існування.

## Возз'єднання
В вересні 2009 року було оголошено про возз'єднання PiL. Після цього у Великій Британії відбулося п'ять концертів, на основі яких було випущено концертний альбом «ALiFE 2009».
В квітні 2010 року колектив вирушив в велике північноамериканське турне.
В листопаді 2009 Лайдон заявив, що Public Image Ltd можливо почне запис нового студійного альбому, якщо група зможе заробити достатню кількість коштів з турне чи від звукозаписуючою компанії.

## Public Image Limited дискографія

### Студійні альбоми
| Рік  | Назва                                                                                                 |
| ---- | --- |
| 1978 | Public Image - Реліз: 8 грудня 1978 - Лейбл: Virgin Records                                           |
| 1979 | Metal Box - Реліз: 23 листопада 1979 - Лейбл: Virgin (UK) / Island Records, Warner Bros. Records (US) |
| 1981 | Flowers Of Romance - Реліз: 10 квітня 1981 - Лейбл: Virgin (UK) / Warner Bros. (US)                   |
| 1984 | This Is What You Want - This Is What You Get - Реліз: 9 липня 1984 - Лейбл: Virgin                    |
| 1986 | Compact Disc - Реліз: 3 лютого 1986 - Лейбл: Virgin/Elektra                                           |
| 1987 | Happy? - Реліз: 14 вересня 1987 - Лейбл: Virgin                                                       |
| 1989 | 9 - Реліз: 30 травня 1989 - Лейбл: Virgin                                                             |
| 1992 | That What Is Not - Реліз: 24 лютого 1992 - Лейбл: Virgin                                              |
| 2012 | This Is PiL - Реліз: 28 травня 2012 - Лейбл: PiL Offical                                              |

### Концерти, збірки, та інші альбоми
| Рік  | Назва                                                                               |
| ---- | ----------------------------------------------------------------------------------- |
| 1980 | Paris au Printemps - Реліз: 14 листопада 1980 - Лейбл: Virgin                       |
| 1983 | Live in Tokyo - Реліз: 26 вересня 1983 - Лейбл: Virgin                              |
| 1983 | Commercial Zone - Реліз: 1983—1984 - Лейбл: PiL Records Inc.                        |
| 1990 | The Greatest Hits So Far - Реліз: 29 жовтня 1990 - Лейбл: Virgin                    |
| 1990 | Box - Реліз: листопада 1990 - Лейбл: Virgin                                         |
| 1999 | Plastic Box - Реліз: 8 травня 1999 - Лейбл: Virgin                                  |
| 2003 | First Issue / Second Edition(два в одному) - Реліз: травень 2003 - Лейбл: Virgin    |
| 2009 | ALiFE - Реліз: 2009 - Лейбл: Concert Live                                           |
| 2011 | Live At The Isle of Wight Festival 2011 - Реліз: червень 2011 - Лейбл: Concert Live |
| 2012 | Live at Rockpalast 1983 - Реліз: лютий 2012 - Лейбл: BMG                            |

### Сингли
| Рік  | Назва                                                           |
| ---- | --------------------------------------------------------------- |
| 1978 | Public Image - Реліз: 13 жовтня 1978 - Лейбл: Virgin            |
| 1979 | Death Disco - Реліз: 29 червня 1979 - Лейбл: Virgin             |
| 1979 | Memories - Реліз: 10 жовтня 1979 - Лейбл: Virgin                |
| 1981 | Flowers of Romance - Реліз: 27 березня 1981 - Лейбл: Virgin     |
| 1983 | This is Not a Love Song - Реліз: 5 вересня 1983 - Лейбл: Virgin |
| 1984 | Bad Life - Реліз: 8 травня 1984 - Лейбл: Virgin                 |
| 1986 | Rise - Реліз: 21 січня 1986 - Лейбл: Virgin                     |
| 1986 | Home - Реліз: 21 квітня 1986 - Лейбл: Virgin                    |
| 1987 | Seattle - Реліз: 10 серпня 1987 - Лейбл: Virgin                 |
| 1987 | The Body - Реліз: 31 жовтня 1987 - Лейбл: Virgin                |
| 1989 | Disappointed - Реліз: 24 квітня 1989 - Лейбл: Virgin            |
| 1989 | Warrior - Реліз: 17 липня 1989 - Лейбл: Virgin                  |
| 1990 | Don't Ask Me - Реліз: 8 жовтня 1990 - Лейбл: Virgin             |
| 1992 | Cruel - Реліз: 10 лютого 1992 - Лейбл: Virgin                   |
| 2012 | One Drop - Реліз: 21 квітня 2012 - Лейбл: PiL Official          |